# Gregory Vlastos
Gregory Vlastos (griechisch Γρηγόριος Βλαστός; * 27. Juli 1907 in Istanbul; † 12. Oktober 1991 in Berkeley, Kalifornien) war ein US-amerikanischer Philosoph. Seine Arbeit erstreckte sich auf die Philosophie der Antike, speziell Platon und Aristoteles.

## Leben
Als Sohn einer Schottin und eines Griechen besuchte er das amerikanische Robert College in Istanbul und studierte anschließend am Chicago Theological Seminary Theologie. 1931 promovierte er in Harvard bei Alfred North Whitehead über Gott als metaphysisches Konzept.
Nachdem er mehrere Jahre an der Queen’s University in Kingston, Ontario unterrichtet hatte, ging er im Jahr 1948 an die Cornell University. Von 1955 bis 1976 war er Stuart Professor of Philosophy in Princeton, anschließend Mills Professor of Philosophy an der University of California, Berkeley bis 1987.
Vlastos starb 1991, bevor er eine neue Sammlung von Aufsätzen zur Philosophie des Sokrates abschließen konnte.

## Werk
Vlastos beförderte wesentlich das wiedererwachende Interesse der amerikanischen philosophischen Welt an Platon, zusammen mit John Lloyd Ackrill und G. E. L. Owen. Insbesondere seine Interpretation von Sokrates als eines von positiven Überzeugungen geleiteten Denkers in Socrates: Ironist and Moral Philosopher gilt als bahnbrechend. Als kongregationalistischer Christ befasste er sich vor allem in den 30er Jahren mit christlich-sozialistischen Alternativen zum kapitalistischen Gesellschaftsmodell, äußerte sich aber nach dem Zweiten Weltkrieg nicht mehr öffentlich zu diesem Thema.

Zahlreiche Schüler von Vlastos sind inzwischen selbst bedeutende Gelehrte auf dem Gebiet der antiken Philosophie, wie etwa Terence Irwin, Richard Kraut, Frank A. Lewis, Paul Woodruff und Alexander Nehamas.

## Ehrungen
Im Jahr 1990 erhielt Vlastos ein Stipendium der MacArthur Foundation. Zweimal wurde ihm eine Guggenheim Fellowship verliehen; außerdem war er seit 1967 Mitglied der American Academy of Arts and Sciences, korrespondierendes Mitglied der British Academy und Mitglied der American Philosophical Society.

## Schriften
Monographien und Sammlungen eigener Aufsätze
- Christian Faith and Democracy. Hazen, New York 1939.
- Platonic Studies. Princeton University Press, Princeton NJ 1973, 2. Auflage 1981, ISBN 0-691-07162-4.
- Plato’s Universe. Clarendon Press, Oxford 1975.
- Socrates. Ironist and Moral Philosopher (= Cornell Studies in Classical Philology. 50). Cornell University Press, Ithaca NY 1991, ISBN 0-8014-9787-6.
- Socratic Studies. Edited by Myles Burnyeat. Cambridge University Press, Cambridge u. a. 1994, ISBN 0-521-44735-6.
- Studies in Greek Philosophy. 2 Bände. Princeton University Press, Princeton NJ u. a. 1995.
  - Band 1: The Presocratics. 1995, ISBN 0-691-03310-2;
  - Band 2: Socrates, Plato, and Their Tradition. 1995, ISBN 0-691-03311-0.

Herausgeberschaften
- mit Robert B. Y. Scott: Towards the Christian Revolution. Willett, Clark & Company, Chicago IL u. a. 1936.
- Plato. A Collection of Critical Essays. 2 Bände. Macmillan, London u. a. 1971.
  - Band 1: Metaphysics and Epistemology. 1971, ISBN 0-333-10601-6;
  - Band 2: Ethics, Politics, and Philosophy of Art and Religion. 1971, ISBN 0-333-11142-7.
- Philosophy of Socrates. A Collection of Critical Essays (= Modern Studies in Philosophy.). Macmillan, London 1972.